# Rezidualna jaka nuklearna sila
Rezidualna jaka nuklearna sila je sila koja djeluje između dva ili više nukleona, pa time veže protone i neutrone u atomskoj jezgri. Njezino djelovanje se uglavnom može objasniti kao razmjena lakih mezona, kao što su pioni, međutim danas se smatra posljedicom fundamentalne jake nuklearne sile, pa je prema tome i dobila naziv.